# Schwäbisches Wörterbuch
Das Schwäbische Wörterbuch ist eines der wissenschaftlich erarbeiteten großlandschaftlichen Wörterbücher des Deutschen. Es dokumentiert die im zentralen und östlichen Teil Baden-Württembergs, im südwestlichen Teil Bayerns und in einigen angrenzenden Gebieten Tirols gesprochene rezente und historische Sprache.

## Charakteristik

### Geographischer Raum
Räumlich umfasst das Schwäbische Wörterbuch das ganze Gebiet des früheren Königreichs Württemberg und des einstigen preußischen Regierungsbezirks Sigmaringen (Hohenzollernsche Lande), weiter Bayern südwestlich der Wörnitz und westlich des Lechs (Bayerisch-Schwaben), von Tirol das Tannheimer Tal und das Lechtal bei Reutte sowie vom einstigen Großherzogtum Baden den Teil östlich der Linie Neuhausen o. E.–Stockach–Ludwigshafen.
Die benachbarten großlandschaftlichen Wörterbücher sind gegen Westen, Nord- und Südwesten das Badische Wörterbuch, gegen Süden das Schweizerische Idiotikon, das Vorarlbergische Wörterbuch und das Wörterbuch der bairischen Mundarten in Österreich, gegen Osten das Bayerische Wörterbuch und gegen Nordosten das Fränkische Wörterbuch.

### Sprachraum
Während sich die West- und die Ostgrenze des Bearbeitungsgebiets an der Ausdehnung der schwäbischen Mundart orientiert, greift es infolge des Entscheids, ganz Württemberg einzubeziehen, im Norden weit in den südfränkischen und im Süden in den mittelalemannischen Raum hinein.

### Zeitraum
Das Schwäbische Wörterbuch gehört in diejenige Gruppe der großlandschaftlichen Wörterbücher, die nicht allein die zur Sammel- und Bearbeitungszeit des Wörterbuchs lebendige Mundart, sondern auch die historische Sprache dokumentiert. Es deckt damit sowohl den schwäbischen Dialekt als auch die schwäbische Schreib- und Kanzleisprache und damit einen Zeitraum vom Spätmittelalter bis ins frühe 20. Jahrhundert ab.

### Inhalt
Das Wörterbuch dokumentiert einerseits den gesprochenen und dialektliterarisch verschrifteten Wortschatz, wie er in den Jahrzehnten vor und nach 1900 geläufig war, anderseits den historischen Wortschatz aus Rechtsquellen, Urkunden, Chroniken und weiteren schriftlichen Zeugnissen. Darüber hinaus enthält es vielfältige volkskundliche Informationen.

### Darstellung
Die Anordnung der Wörter ist weitgehend glattalphabetisch; ausgenommen davon ist die Zusammenfassung der Anlaute b/p, d/t, f/v und k/q. Die Lemmatisierung geschieht im Wesentlichen gemäß der schriftsprachlichen oder einer schriftsprachlich gedachten Form; hochgestelltes n (d. h. nicht gesprochenes n, etwa in der Endung des Infinitivs) bedeutet, dass das Wort lebendig ist, tiefgestelltes n, dass es nur in der historischen Sprache vorkommt. Dem Lemma oder einer Bedeutung vorangesetztes † zeigt an, dass das Wort bzw. die jeweilige Bedeutung ausgestorben ist. In Teuthonista wird im Anschluss an das Lemma die Realisierung des Stichworts in den verschiedenen Dialekten wiedergegeben. Die Belegsätze werden kursiv gegeben, wenn sie der lebendigen Mundart zugehören, aufrecht, wenn sie aus historischen Quellen stammen.

### Zielpublikum
Das Schwäbische Wörterbuch richtet sich an Sprachwissenschaftler, Volkskundler und Vertreter anderer Disziplinen ebenso wie an den interessierten Laien.

## Geschichte
Initiator war Adelbert von Keller (1812–1883), der ein Schwäbisches Wörterbuch nach dem Vorbild von Johann Andreas Schmellers Bayrischem Wörterbuch machen wollte und hierfür eine Sammlung von 300.000 bis 400.000 Zetteln, von Hinweisen zu Liedern, Sitten und Gebräuchen sowie etwa 400 Aufsätzen anlegte. Es war ihm jedoch nicht mehr vergönnt, das Material vollständig zu ordnen. Hermann Fischer (1851–1920), der 1869 bis 1873 Kellers Schüler war, übernahm in Absprache mit seinem Lehrer die Aufgabe, das Wörterbuch zu schaffen.
1886 verschickte Fischer Fragebögen an die Pfarrämter Württembergs, Hohenzollerns, Südostbadens, Bayerisch-Schwabens, Bayerisch-Tirols und der Nordostschweiz und schuf in zehnjähriger Arbeit seine 1895 veröffentlichte Geographie der schwäbischen Mundart, die eine weitere Grundlage für das Wörterbuch bildete. Anschließend machte er sich an die Vervollständigung von Kellers Material, füllte zeitliche und räumliche Lücken und wertete 1897/98 insbesondere die Bestände der Stuttgarter Landes- und Hofbibliothek und der Tübinger Universitätsbibliothek aus. Bei Publikationsbeginn umfasste das Material damit um die 650.000 Zettel; es wurde bis gegen Abschluss des Werks laufend ergänzt.
Die erste Lieferung des Schwäbischen Wörterbuchs erschien 1901. Fischer war bis zu seinem Tode 1920 alleiniger Redaktor, hatte aber einige wenige Helfer, von denen insbesondere Wilhelm Pfleiderer (1878–1953) zu nennen ist. Pfleiderer hatte schon am ersten Band mitgearbeitet und übernahm 1920 die Redaktion des Wörterbuchs, das er zu Ende führen konnte. Die letzte, 84. Lieferung kam 1936 heraus.
Eine einbändige Kurzausgabe des Schwäbischen Wörterbuchs ist das 1986 erstmals erschienene Schwäbische Handwörterbuch.

## Publikation
- Schwäbisches Wörterbuch. Auf Grund der von Adalbert v. Keller begonnenen Sammlung und mit Unterstützung des Württembergischen Staates bearbeitet von Hermann Fischer. Zu Ende geführt von Wilhelm Pfleiderer. Bände I–VI.2 Tübingen 1901–1936.
  - Band 1 .000(A – B/P) /00001901–1904
  - Band 2 .000(D/TE – F/V) 001905–1908
  - Band 3 .000(G – H) .0000001908–1911
  - Band 4 .000(I – N) .00000001911–1914
  - Band 5 .000(O – S) .0000001915–1920
  - Band 6.1 00(U – Z) 00000001920–1924
  - Band 6.2 00(Nachträge) 0001925–1936
- Schwäbisches Handwörterbuch. Auf der Grundlage des „Schwäbischen Wörterbuchs“ von Hermann Fischer † und Wilhelm Pfleiderer † bearbeitet von Hermann Fischer und Hermann Taigel. Tübingen 1986. 3. Aufl. 1999. ISBN 3-16-147063-X.